# Sic Bo

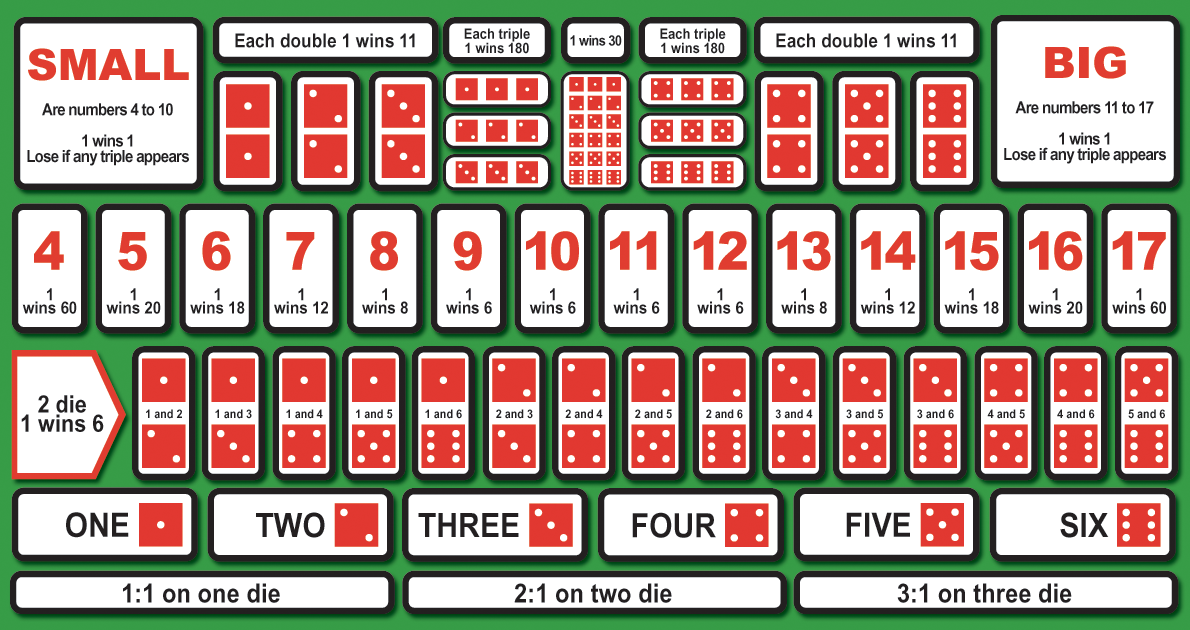
Een voorbeeldtafel van Sic Bo.

Sic Bo is een dobbelspel dat wordt gespeeld in casino's. Het spel komt van origine uit Zuidoost-Azië. Het is ook bekend onder de naam Tai Sai of Dai Siu (wat zoveel betekent als Groot Klein), of onder de naam Cu Sic (Raad de stenen). Het wordt gespeeld met drie dobbelstenen die worden geschud in een beker.

## Doel van het spel
Het doel is om te voorspellen welke combinaties van ogen er met de dobbelstenen worden gegooid. Uitbetalingen variëren, afhankelijk van het soort inzet, van 1:1 tot wel 180:1. Sic Bo wordt gespeeld op een tafel die enigszins lijkt op een roulettetafel. Vaak kunnen de afzonderlijke wedvakken oplichten zodat onmiddellijk duidelijk wordt welke inzetten winnen en welke verliezen.

## Spelverloop
Spelers kunnen hun inzet plaatsen op één of meerdere van de vakken op de tafel. Voor een inzet geldt altijd een minimum en vaak ook een maximum. Als iedereen heeft ingezet wordt er een stolp over de glazen beker met de dobbelstenen gezet, waarna de beker handmatig of automatisch drie maal wordt geschud. Hierna zal de dealer "Geen inzetten meer" aankondigen, waarna de stolp van de glazen beker wordt gehaald. Verliezende inzetten worden van de tafel gehaald, winnende inzetten worden uitbetaald.
Indien de dobbelstenen op elkaar liggen, zodat er van de bovenkant niet gezien kan worden welke getallen er gevallen zijn wordt de worp ongeldig verklaard, en wordt er nogmaals geschud.

## Inzetmogelijkheden en uitbetaling
Sic Bo kent de volgende inzetmogelijkheden en bijbehorende uitbetalingen:
| Inzetmogelijkheid                                                         | Uitbetaling |
| Big/Small: het totaal aantal ogen is 11 t/m 17 (Big) of 4 t/m 10 (Small). | 1:1         |
| Any single die: het aantal ogen op één dobbelsteen.                       |             |
| Bij één goede dobbelsteen:                                                | 1:1         |
| Bij twee goede dobbelstenen:                                              | 2:1         |
| Bij drie goede dobbelstenen:                                              | 3:1         |
| Two die: een combinatie van twee dobbelstenen.                            | 6:1         |
| Total sum: het totaal aantal ogen op drie dobbelstenen.                   |             |
| Bij 9, 10, 11 of 12:                                                      | 6:1         |
| Bij 8 of 13:                                                              | 8:1         |
| Bij 7 of 14:                                                              | 12:1        |
| Bij 6 of 15:                                                              | 18:1        |
| Bij 5 of 16:                                                              | 30:1        |
| Bij 4 of 17:                                                              | 60:1        |
| Double: twee dobbelstenen met hetzelfde aantal ogen.                      | 11:1        |
| Any triple: drie dobbelstenen met hetzelfde aantal ogen.                  | 30:1        |
| Specific triple: een inzet op drie keer 1, 2, 3, 4, 5 of 6.               | 180:1       |